# ザ・モーメント・ユー・ビリーヴ
「ザ・モーメント・ユー・ビリーヴ」（The Moment You Believe）はイギリスの歌手、メラニー・チズムのシングル曲。彼女の4枚目のアルバム『ディス・タイム』からファーストシングルとしてリリースされた。ドイツのテレビ番組、Nur die Liebe zähltのテーマ曲に使われた。ビデオは2007年2月23日に音楽番組"VIVA"を通じてヨーロッパ中で放送された。

## トラックリスト
スイス・バージョン
1. "The Moment You Believe"
2. "Fragile"

ヨーロッパバージョン
1. "The Moment You Believe"
2. "Fragile"
3. "The Moment You Believe" (アトラクションミックス)
4. "The Moment You Believe" (インストルメンタル)
5. "The Moment You Believe" (ピアノ/ヴォーカル・ミックス)

## チャート
| チャート (2007)            | 最高位 |
| -------------------------- | ------ |
| スイス                     | 14     |
| ドイツ                     | 15     |
| ドイツ・ラジオ・エアプレイ | 6      |
| オーストラリア             | 28     |
| スウェーデン               | 31     |
| ヨーロッパ                 | 48     |